# Wilhelm von Dörnberg

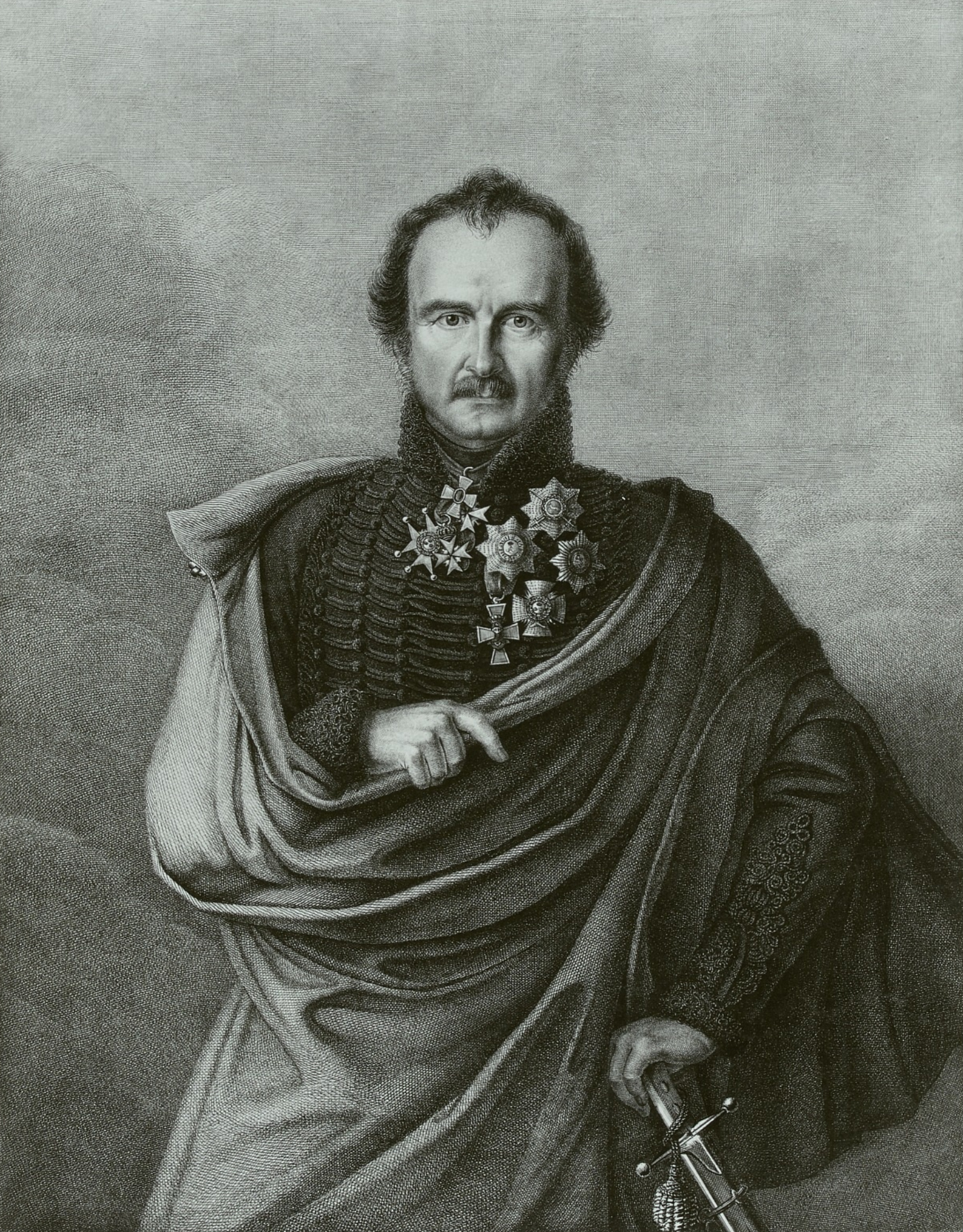
Wilhelm von Dörnberg, Radierung von Ludwig Emil Grimm (1790–1863)

Wilhelm Caspar Ferdinand Freiherr von Dörnberg (* 14. April 1768 auf Schloss Hausen bei Bad Hersfeld; † 19. März 1850 in Münster) war ein hannoverscher Generalleutnant. Er wurde durch seinen Aufstandversuch gegen Jérôme Bonaparte bekannt und wird auch „Aufstandsdörnberg“ genannt (siehe auch Dörnberg-Aufstand).

## Herkunft
Die Familie der Freiherren von Dörnberg gehört zum evangelischen hessischen Uradel und ist Mitglied der Althessischen Ritterschaft. Ab 1732 hatten die von Dörnberg das Hofamt des Erbküchenmeisters (Erbhofmeisters) von Hessen-Kassel inne. Seine Eltern waren Karl Sigismund von Dörnberg (1718–1778), Erbherr auf Hausen und Dittershausen, Erbküchenmeister in Hessen und dessen Ehefrau Henriette von und zu Mansbach (1743–1785). Sie war eine Tochter des hessischen Obersten Friedrich Wilhelm von und zu Mansbach (1711–1784) und dessen Ehefrau Sophie von Bernstein. Sein Onkel Johann Friedrich von und zu Mansbach (1744–1803) war schwedisch-dänischer Generalleutnant und Gesandter, sein Vetter Carl von und zu Mansbach (1789–1867) war ebenfalls schwedisch-dänischer Generalleutnant und Gesandter.

## Militärischer Werdegang
Dörnberg trat im Januar 1783 dem Ersten Garde-Bataillon der Landgrafschaft Hessen-Kassel in Kassel bei und wurde am 22. Januar 1785 zum Premierleutnant ernannt. Er sammelte 1792 erste Kriegserfahrung beim Feldzug gegen Frankreich in der Champagne. Am 6. Dezember 1792 erhielt er sein Patent als Stabskapitän.
Ab 1794 stand er in niederländischen Diensten und tat sich besonders bei der Belagerung von Ypern hervor. Nach der personellen Verringerung der Hessischen Armee aufgrund des Basler Friedens zwischen Frankreich und Spanien am 22. Juli 1795 ersuchte Dörnberg um seinen Abschied und wurde am 22. Januar 1796 entlassen. Er trat noch im gleichen Jahr als Kapitän in das Füsilierbataillon „von Bila“ der Preußischen Armee ein, das als Teil der Vorhut Blüchers an der von Preußen verlorenen Schlacht bei Jena und Auerstedt beteiligt war.
Nach der Kapitulation Lübecks geriet Dörnberg mit Blüchers Korps in Kriegsgefangenschaft. Kurz nach seiner Freilassung zog er mit dem Fürsten Wittgenstein nach England, um von dort aus einen Aufstand in Hessen gegen die französische Fremdregierung zu organisieren. Der Friede von Tilsit, am 7. Juli 1807 zwischen Frankreich und Russland und am 9. Juli 1807 zwischen Frankreich und Preußen, beendete den Koalitionskrieg von 1806/07. Zar Alexander I. von Russland trat der Kontinentalsperre bei. Preußen verlor alle Gebiete westlich der Elbe an das unter Napoléons Bruder Jérôme zusammengeschlossene Königreich Westphalen, das im Kern aus der besetzten Landgrafschaft Hessen-Kassel mit der nun westphälischen Hauptstadt Kassel bestand. Dörnbergs Bemühungen wurden somit vorerst sinnlos.

## Dörnbergscher Aufstand

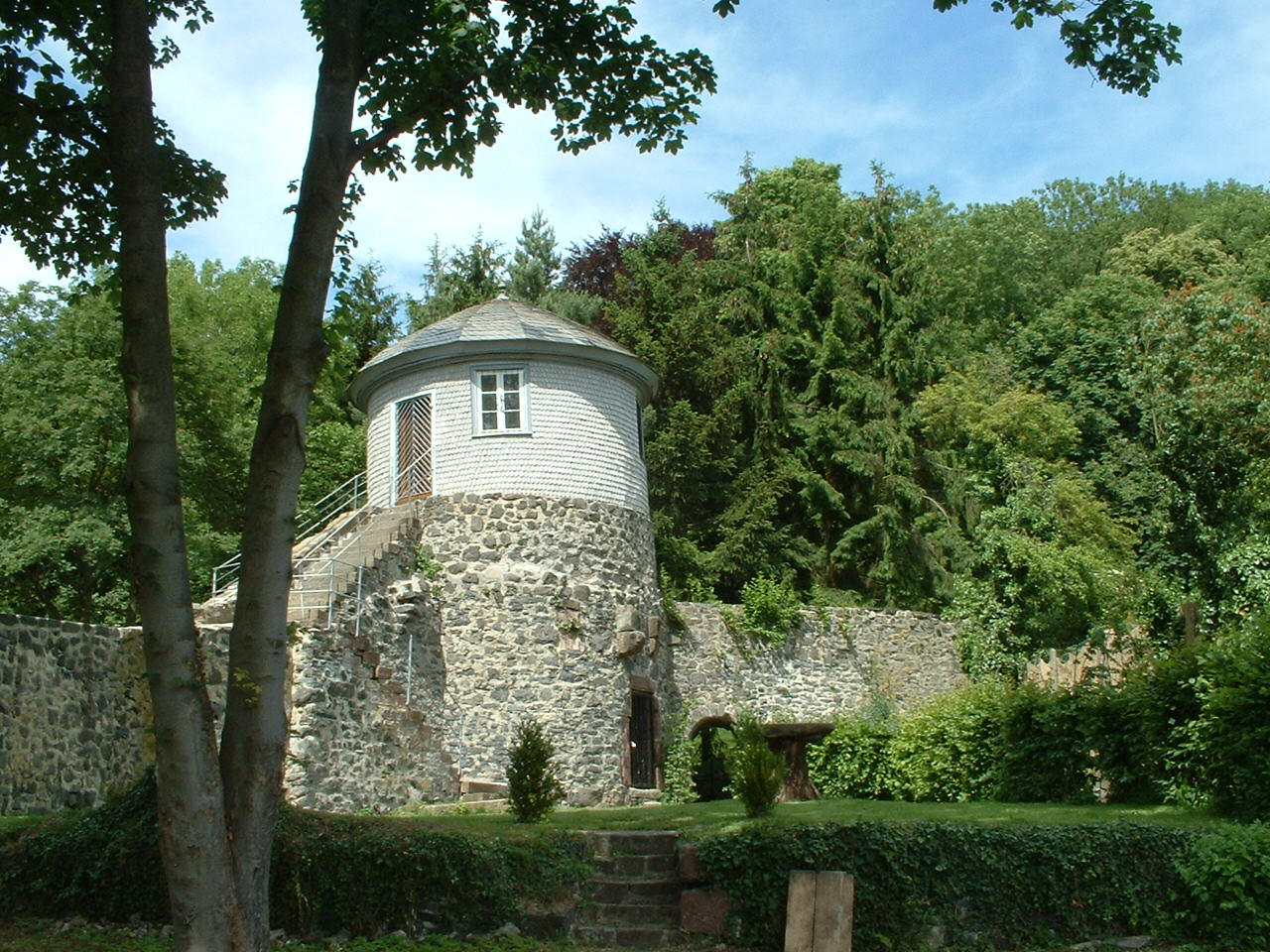
Dörnberg-Tempel in Homberg

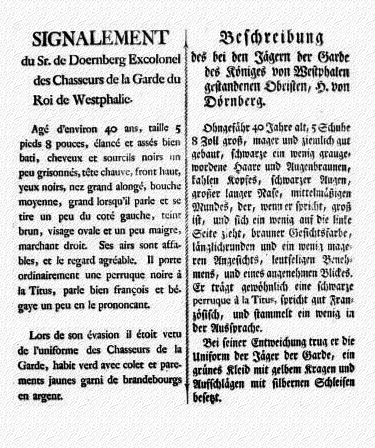
Steckbrief von Wilhelm von Dörnberg

Dörnberg kehrte nach Hessen zurück, trat in den westphälischen Militärdienst ein und erhielt von Jérôme am 18. Mai 1808 das Regiment der Chasseur Carabiniers als Oberst der Gardejäger und wurde Kommandeur des Jägerbataillons in Marburg. Die Regierung in Kassel zweifelte nicht an seiner Loyalität, und so konnte er in geheimen Kontakt und Austausch mit Scharnhorst, Gneisenau, Schill und Katte treten und unverdächtigt Vorbereitungen zu einem Aufstand des nördlichen Deutschland treffen und die Planung eines gleichzeitig ausbrechenden Krieges zwischen Frankreich und Österreich beginnen. Geplant war auch die Gefangennahme von Jérôme, welche den Beginn des Aufstandes markieren sollte. Auf Grund der raschen politischen und militärischen Veränderungen sah er sich jedoch gezwungen, inmitten dieser Vorbereitungen am 22. April 1809 in Hessen den Aufstand gegen die französische Fremdherrschaft, obwohl schlecht vorbereitet, trotzdem beginnen zu lassen. Die geplante Gefangennahme Jérômes konnte nicht mehr durchgeführt werden. Unterstützt wurde er durch die Schwester des ehemaligen preußischen Ministers und Reformers vom Stein, die Dechantin Marianne vom Stein des Stifts Wallenstein in Homberg (Efze), und die dortige Äbtissin Charlotte von Gilsa, sowie durch Werner von Haxthausen.
Er versammelte in Homberg etwa anderthalb tausend (nach anderen Quellen nur 600) schlecht bewaffnete und leicht ausgerüstete Bauern, die nur die Unterstützung von wenigen kriegserfahrenen Soldaten hatten, um den Aufstand losbrechen zu lassen. Auf dem Marktplatz erfolgte eine feierliche Fahnenübergabe durch Marianne vom Stein und Charlotte von Gilsa, die laut Überlieferung die Fahne im sog. Dörnberg-Tempel gestickt haben sollen. Das freiwillige Korps zog in Richtung Kassel. Bei Rengershausen (heute Teil Baunatals) an der Knallhütte südlich von Kassel kam es zu einem kurzen Gefecht, das die westphälischen Regierungstruppen mit wenig Mühe gewannen. Die Toten des Dörnberg’schen Korps wurden auf dem Rengershäuser Friedhof beigesetzt. Dörnberg war 1808 Mitglied der Kasseler Freimaurerloge „Königlich Hieronymus Napoleon zur Treue“, aus der er 1809 wegen Hochverrats ausgeschlossen wurde. Er wurde in Kassel in Abwesenheit als Hochverräter zum Tode verurteilt.

## Spätere Karriere
Dörnberg floh zunächst nach Böhmen, wo er in Nachod zum Korps des Herzogs Friedrich Wilhelm (Braunschweig-Wolfenbüttel) stieß, mit dem er weiter nach England floh. Dort diente er als Oberst in der Schwarzen Schar Friedrich Wilhelms, bevor er 1812 zum Generalmajor in der King’s German Legion ernannt wurde. Nach diplomatischen Missionen in Norddeutschland und Russland diente er im Winter 1812/13 in der russischen Armee. Während der Freiheitskriege tat er sich im Gefecht bei Lüneburg gegen den französischen General Joseph Morand hervor, wo er dessen Korps vernichtete. Für seine Verdienste erhielt er den Orden Pour le Mérite. 1814 belagerte er Diedenhofen. Nach dem Ersten Pariser Frieden kommandierte er eine Kavalleriebrigade in Mons. Nach Napoleons Rückkehr von Elba wurde er zudem mit dem Aufbau eines Nachrichtendienstes betraut. Er schickte Wellington bei dem Ball der Herzogin von Richmond am 15. Juni 1815 die entscheidende Nachricht. Als Kommandierender seiner Brigade zeichnete er sich am 16. Juni 1815 in der Schlacht bei Quatre-Bras und am 18. Juni in der Schlacht bei Waterloo aus, in der er schwer verwundet wurde. Der entscheidende Sieg von Arthur Wellesley, 1. Duke of Wellington und Gebhard Leberecht von Blücher über Napoléon beflügelte die Karriere Dörnbergs.
Nach dem Frieden trat er in die Dienste des Königreichs Hannover. Er wurde Generalleutnant und diente von 1818 bis 1850 als außerordentlicher Gesandter am russischen Hof in Sankt Petersburg.

## Postume Ehrungen
Literarisch wurde der Dörnbergsche Aufstand von Ludwig Mohr in der Erzählung Rot-Weiß verarbeitet. Auch Heinrich Albert Oppermann beschreibt den Aufstand in seinen Hundert Jahren. Ernst Moritz Arndt schrieb über ihn das Dörnberglied. Außerdem wurden ihm zu seinen Lebzeiten zahlreiche Ehren zuteil. So wurde er z. B. von Preußen zum Ritter des Schwarzen Adlerordens geschlagen.
In Kassel, Homberg (Efze), Braunschweig und Lüneburg sind Straßen, in Homberg außerdem die Dörnberg-Kaserne nach ihm benannt.
An der Philipps-Universität Marburg wurde in der Zeit des Nationalsozialismus eine Kameradschaft Wilhelm von Dörnberg (vormalige Landsmannschaft Hasso-Guestfalia) durch den NS-Studentenbund aufgestellt.

## Familie
Er heiratete 1796 in Königsbrück bei Dresden Julie von Münster-Meinhövel (1776–1839), Tochter des Grafen Georg Werner August Dietrich von Münster-Meinhövel (1751–1801). Das Paar hatte fünf Söhne und drei Töchter, darunter:
- Selma Tusnelda (1797–1876) ⚭ Karl von der Groeben (1788–1876)
- Henriette (1803–1836) ⚭ Friedrich Wilhelm von Hedemann (1798–1859), Erbherr auf Dorste und Elvershausen
- Auguste (1815–1876) ⚭ 3. September 1837 Arthur von der Groeben (1812–1893), Herr auf Ponarien[7]

## Orden und Ehrenzeichen
Quelle:
- Großkreuz des Guelphen-Ordens
- Honorary Knight Commander des Bathordens[10][11]
- Großkreuz des Alexander-Newski-Ordens
- Russischer Orden der Heiligen Anna I. Klasse
- Russischer Orden des Heiligen Georg III. Klasse
- Großkreuz des Hausordens vom Goldenen Löwen
- Niederländischer Militär-Wilhelms-Orden III. Klasse
- Orden vom Eisernen Helm
- Waterloo-Medaille
- Kriegsdenkmünze der Hanseatischen Legion
- Kurhessische Medaille für die Teilnahme am Feldzug 1814/15
- Russische Medaille für den Einzug in Paris
- Russische Medaille für den Feldzug in der Türkei